# Esteban Bullrich
Esteban José Bullrich (Buenos Aires, 26 de mayo de 1969) es un político argentino.
Fue diputado nacional (2005-2007, 2009),
ministro de Desarrollo Social de la ciudad de Buenos Aires (2007-2008),
ministro de Educación de la ciudad de Buenos Aires (2010-2015) y
ministro de Educación de la Nación (2015-2017).
Entre 2017 y 2021 se desempeñó como senador nacional por la provincia de Buenos Aires.

## Biografía

### Comienzos

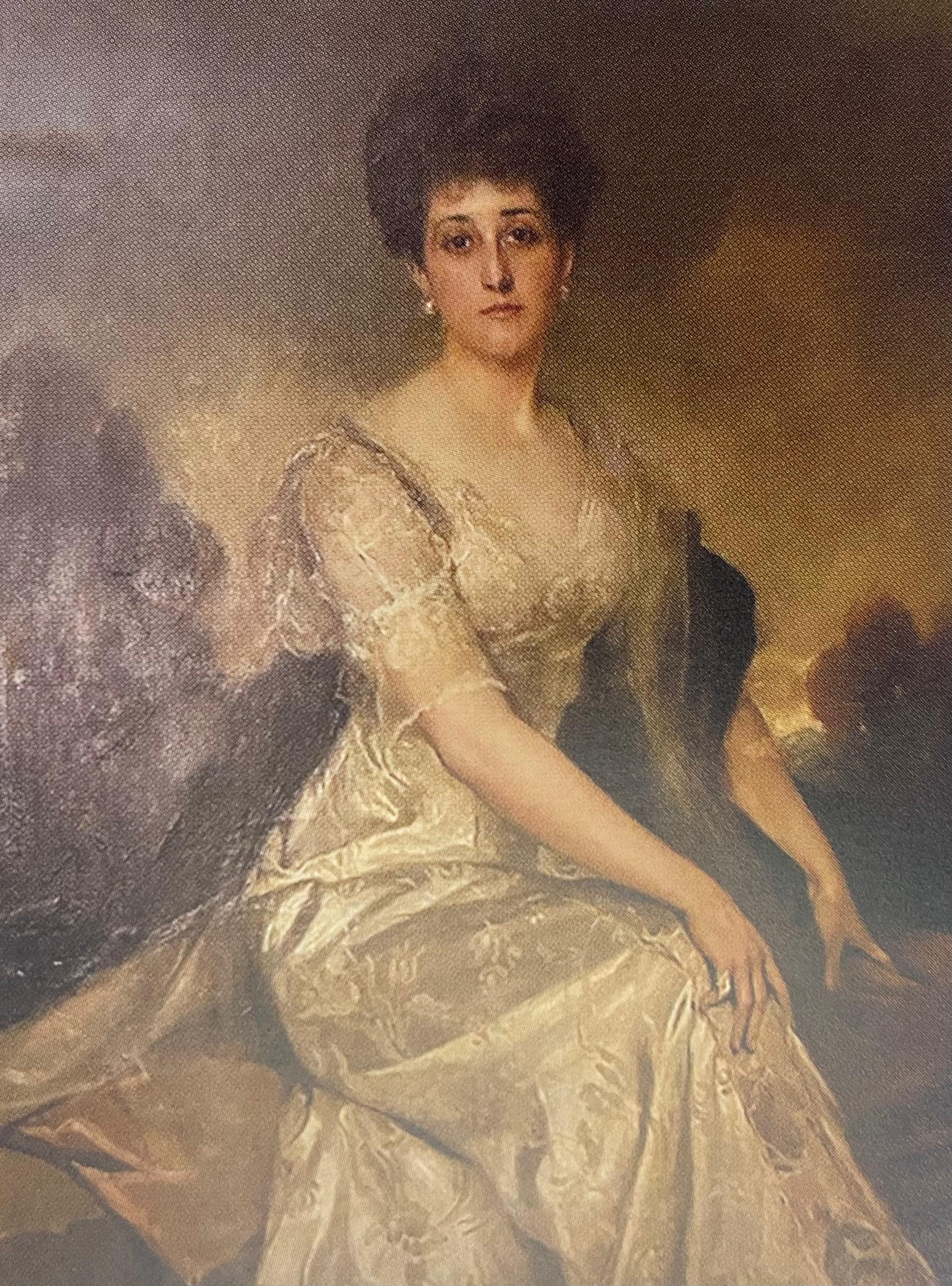
Delia Alvear de Ocampo, abuela materna de Esteban Bullrich.

Nació el 26 de mayo de 1969 en la ciudad de Buenos Aires. Es hijo de Esteban Bullrich Zorraquín (bisnieto de Adolfo Bullrich, fundador de lo que hoy se conoce como Patio Bullrich) y de María Ocampo Alvear.
También es primo tercero de Patricia Bullrich. Posee una maestría en Business Administration en la Kellogg School of Management de la Universidad del Noroeste (en el estado de Illinois).
Incursionó en política de la mano de Ricardo López Murphy. A los 34 años condujo la juventud del partido, luego ocupó la vicepresidencia primera de Recrear Capital.

### Diputado nacional (2005-2007, 2009)
Fue diputado nacional entre 2005 y 2007, y nuevamente durante menos de un mes entre 2009 y 2010.
Votó a favor del juramento de Luis Abelardo Patti en la Cámara de Diputados, procesado por delitos de lesa humanidad durante la última dictadura militar argentina y en contra de la creación de un fondo hídrico de infraestructura específica para el desarrollo de proyectos de infraestructura hídrica. Como legislador, presentó un proyecto de ley de reforma educativa que fue criticado en su momento por el ex ministro de Educación porteño, Mariano Narodowski.
Fue candidato a vicepresidente de la Nación en las elecciones de 2007, acompañando en la fórmula de Recrear a Ricardo López Murphy. Ambos obtuvieron el 1,45 % de los votos.
En 2008 tras la salida Ricardo López Murphy se queda con la presidencia de Recrear.

### Ministro de Desarrollo Social y de Educación de la Ciudad de Buenos Aires (2007-2015)
El 10 de diciembre de 2007 se tomó licencia como diputado, durante seis meses, y asumió de manera provisoria como ministro de Desarrollo Social de la Ciudad de Buenos Aires, en reemplazo de María Eugenia Vidal, quien por embarazo no asumió su cargo hasta mediados de 2008.
El 22 de diciembre de 2009 fue designado ministro de Educación de la ciudad de Buenos Aires y asumió el 5 de enero de 2010.
Durante su paso por el ministerio porteño llevó adelante una reducción del presupuesto (desde el 30 % hasta el 20 % del total).
Durante el invierno se presentó un conflicto por la falta de calefacción en las escuelas enunció que existían 480 escuelas en emergencia. Tras ello  un movimiento de estudiantiles decidió llevar frazadas como símbolo de protestas debido a la falta de calefacción en los colegios.

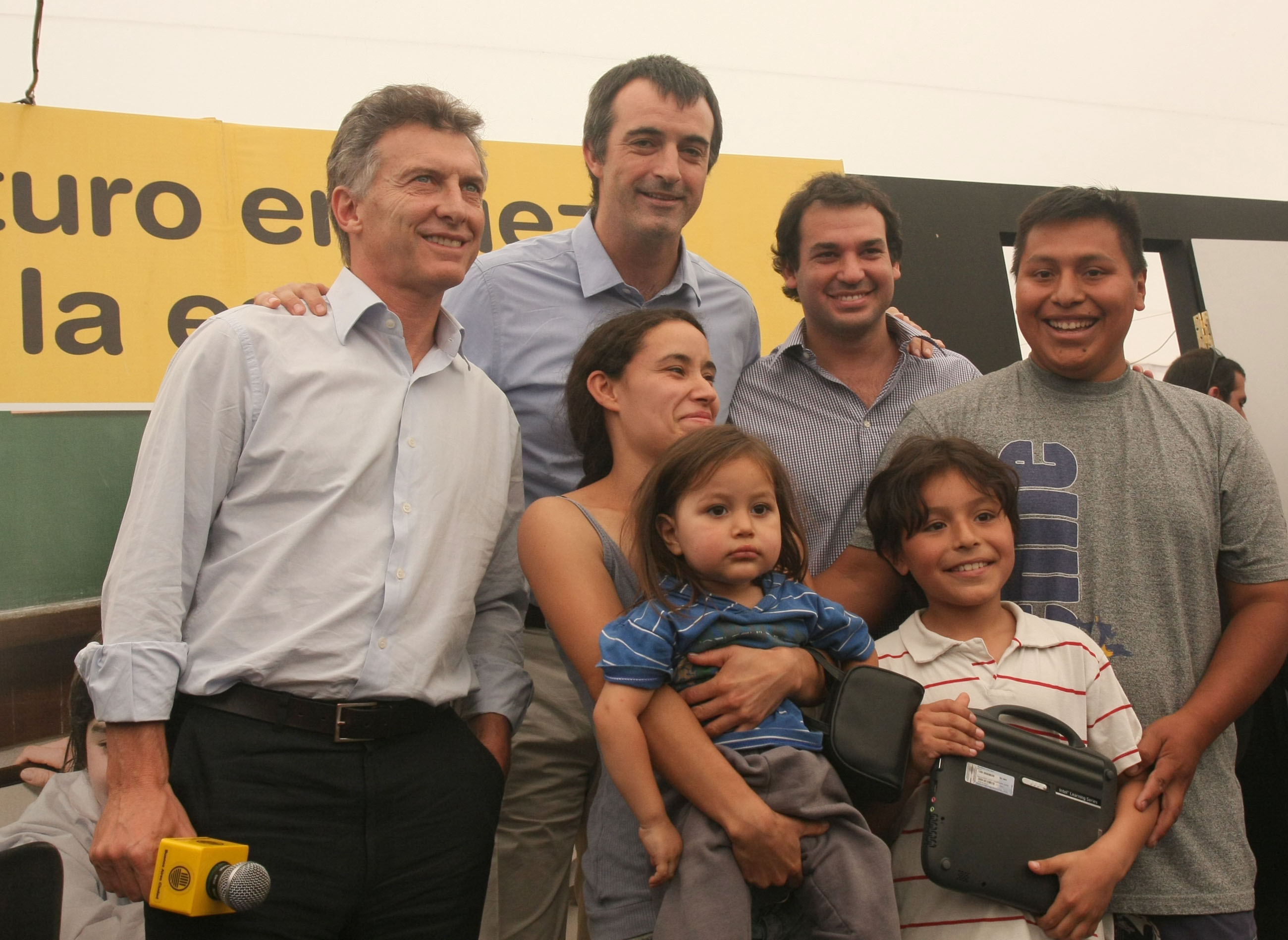
Bullrich y Macri, junto a alumnos y familiares de escuelas públicas, en la entrega de netbooks.

Bullrich le compró a la empresa Grupo Clarín —sin licitación— 160 000 netbooks (a razón de 1713 dólares cada una), por el valor de 274 millones de dólares, para regalárselas a los alumnos de escuelas primarias de la ciudad.
En comparación, el Gobierno nacional de la presidenta Cristina Fernández de Kirchner entregó 3 millones de netbooks por el valor de 750 millones de dólares (a razón de 250 dólares cada una).
Se afirmó que había elaborado “listas negras” de los directivos de los colegios tomados en 2010 y por el cierre de 221 cursos de todos los niveles En 2008, tomó la decisión de disminuir la cantidad total de becas. En 2007 con la gestión de Telerman, hubo en total 65 mil solicitudes de becas, que representaban más de la mitad de los alumnos porteños cifra que cayó a la mitad durante el primer año de Bullrich.
En 2014 nueve mil chicos quedaron sin vacantes producto de la problemática edilicia y los aulas en contenedores. afectados por dichas medidas.
En 2019 una auditoria encontró una serie de irregularidades en la adjudicación y la construcción de jardines infantiles durante la gestión de Esteban Bullrich.
En 2012 fue denunciado ante la justicia por mal desempeño de las funciones, debido a la implementación de un número telefónico gratuito (0800) para denunciar actividades políticas dentro de las escuelas, que fue declarado inconstitucional por la justicia.
Entre otros casos se halló irregularidades en una empresa contratada para construir 93 jardines de infantes que cobró al Estado nacional 6000 millones de pesos de adelanto y no finalizó ninguna obra y al cabo de tres años tampoco devolvió el dinero.
Durante su gestión, en la educación pública ordenó el cierre de 221 cursos en todos los niveles: afectando a 144 cursos de nivel primario, 52 de nivel medio y 25 de escuelas técnicas. La versión oficial indicó que en primaria se estaban fusionando cursos de poco alumnos, en la zona norte y desdoblando grados de más de 30 alumnos en el sur.
Durante su gestión bajó el gasto público en las escuelas privadas disminuyendo los subsidios un 30 %, motivando una denuncia penal de la Asociación de Entidades Educativas Privadas Argentinas (Adeepra) acusándolo de violación de los deberes de funcionario público, malversación de fondos y abuso de autoridad. En 2013, en medio del debate por la reforma en la escuela secundaria, Bullrich decidió cerrar la tecnicatura en Seguridad Social, la única carrera en esa especialidad que se cursa en escuelas porteñas. En 2012, el ministerio de educación porteño a pedido de ñl.jefe de gobierno Mauricio Macri, eliminó y prohibió la reconocida historieta el eternauta de la currícula escolar pública diciendo que no entraría a las escuelas. Varios políticos y educadores expresaron su rechazo a la medida. El hecho disparó las ventas de la compilación de la historieta. 
A comienzos de 2014 implementó un sistema de inscripción en línea en las escuelas de la ciudad que resultó ineficaz; el 3 de febrero afirmó que su renuncia estaba a disposición de Mauricio Macri tras reconocer su error por los 9000 niños del nivel inicial que quedaron sin vacantes en las escuelas públicas de la Ciudad.
Ese mismo año (2014), el juez en lo contencioso administrativo y tributario Roberto Gallardo le impuso sanciones conminatorias de 27.850 pesos diarios, para el caso de incumplimiento de una resolución judicial anterior que prohibía usar contenedores como aulas. En uno de esos módulos se dictó un taller después de que el propio rector sufriera una descarga eléctrica.
En 2015 hubo una denuncia acerca de supuestos beneficios a una empresa de Fernando Niembro mediante contratos directos de los cuales al menos diez corresponden al Ministerio de Educación porteño a cargo de Esteban Bullrich. Esta fue desestimada en forma definitiva en 2020. En octubre el matutino Página 12, reveló los contratos donde la cartera que conducía Esteban Bullrich le pagó casi 2,5 millones de pesos a Reale-Dalla Torre Consultores y La Usina Digital, dos empresas cuyos propietarios son donantes a la campaña de Mauricio Macri a la presidencia. Un día antes de terminar su función como ministro de educación porteño adjudicó vía directa contratos por 94 millones de pesos adjudicadas a las empresas ligadas a Nicolás Caputo empresario cercano al macrismo, y financista y socio de Mauricio Macri. Caputo había Sido beneficiado con múltiples contratos públicos llegando a acumular el 22 por ciento de lo presupuestado en 2015 para el mantenimiento de escuelas de la Ciudad.
En plena campaña electoral de 2015, la Unión de Trabajadores de la Educación (UTE) denunció maniobras de propaganda político-partidaria realizadas por Esteban Bullrich. El ministro habría utilizado información institucional para usarla en propaganda partidaria, infringiendo las normas educativas y abusando de su posición institucional. Según el gremio, esta maniobra "viola el Reglamento Escolar y utiliza las herramientas del Estado para hacer proselitismo del espacio político al que pertenece (Cambiemos)". También salieron a la luz dos contratos millonarios gemelos a dos empresas aportantes de la campaña electoral del frente Cambiemos, que postuló a Mauricio Macri. El Ministerio de Educación porteño que condujo Esteban Bullrich benefició a Reale-Dalla Torre Consultores por 568 000 de dólares estadounidenses (U$D). La segunda fue preadjudicada a La Usina Digital SRL por 1 880 000 U$D.
Fue candidato al Parlasur por Propuesta Republicana por la provincia de Buenos Aires.

### Ministro de Educación de la Nación (2015-2017)
Luego de las elecciones en las que ganó Mauricio Macri, Esteban Bullrich fue designado ministro de Educación y Deportes de la Nación en diciembre de 2015.
A través del Ministerio de Educación conducido por Bullrich, Mauricio Macri desvió 800 millones de pesos que estaban destinados a universidades públicas y otras instituciones de enseñanza, y los transfirió a varias provincias para gastos corrientes.
Durante su gestión las capacitaciones presenciales para docentes en todo el país sufrieron una fuerte caída de 55.000 capacitaciones en 2015 se pasó a 1050 en 2017. Mientras en 2015 se capacitó a personal de 14.000 escuelas de Buenos Aires, Córdoba, Entre Ríos, Mendoza, Corrientes y Catamarca, en 2017 el número se redujo a 500 escuelas, pertenecientes a Corrientes y Mendoza (ambas gobernadas por Cambiemos). En tanto los cursos de capacitación a docentes dictados en línea, donde de los 16.914 docentes capacitados en 2015 se pasó a 4450 en 2017.
En 2016 fue denunciado penalmente junto a funcionarios del Ministerio de Educación, y al subsecretario de Transporte, Guillermo Dietrich, por presuntas irregularidades en las contrataciones que hicieron desde sus áreas por negociaciones incompatibles con la función pública, abuso de autoridad y violación de los deberes de funcionario público.
Mientras era ministro de Educación otorgó de manera irregular una doble contratación para la misma actividad a dos empresas cuyos dueños son aportantes de la campaña de Cambiemos.
Esteban Bullrich también fue denunciado junto el titular del Sistema Federal de Medios Públicos, Hernán Lombardi; y el secretario de Deportes, Carlos Mac Allister, por utilizar Tecnópolis para fines privados cuando las autoridades del Ministerio de Educación cerraron el predio para una visita privada con funcionarios y sus hijos.

### Senador nacional (2017-2021)
En 2017 se presentó como primer candidato a senador por Cambiemos en la provincia de Buenos Aires, durante elecciones del 22 de octubre con el 42,15% de los votos. En dicha elección el gobierno de Cambiemos intento evitar la exposición de Bullrich como candidato. En 2020 causo controversia cuando reunión on line de la Comisión de Asuntos Constitucionales de la Cámara alta dejó una foto suya delante de la pantalla durante la transmisión de Zoom, con lo que simuló estar presente en el plenario. La maniobra del legislador macrista se descubrió mientras analizaba el proyecto de Reforma Judicial cuando le dieron la palabra al senador salió a la luz que en había dejado en cámara una figura de cartón.
En 2021 tras conocerse su diagnóstico de ELA la Presidenta del Senado brindó su apoyo al senador y dijo que la institución va a hacer todo lo posible para ayudarlo a continuar ejerciendo su función mientras la lucha contra su enfermedad. Tras comunicarse con las hijas del senador y expresarles su apoyo
Más tarde escribió una carta pública al Senado :"Acabo de leer la carta publicada por el Senador Nacional Esteban Bullrich. Estoy segura que su profunda y sincera fe en Dios le dará la fortaleza necesaria para afrontar esta difícil situación"
El 9 de diciembre de 2021 presentó su renuncia en la cámara alta debido a complicaciones en su salud.

## Controversias

### Panamá Papers
En 2016 a raíz de la filtración informativa en medios de prensa de documentos confidenciales de la firma de abogados panameña Mossack Fonseca se conoció que Bullrich es presidente de Formar Foundation, Inc, una “corporación doméstica sin fines de lucro” (en inglés: domestic nonprofit corporation) radicada en Florida desde el año 2006 cuyo encuadre en el código impositivo es 501(c)(3), que corresponde a “organizaciones para alguno de los siguientes fines: religioso, educacional, caritativo, científico, literario, exámenes para salud pública, patrocinio de competiciones deportivas nacionales o internacionales (siempre que no faciliten equipos o instalaciones deportivas) o de prevención de maltrato a niños o animales.

## Posiciones políticas
Bullrich se autodefine provida y es un referente de esa postura en su partido.
Es partidario de la flexibilización laboral. En 2006 planteaba que “la flexibilidad laboral es fundamental para que la transformación y la evolución propia del ser humano actúen en forma natural”. Proponía reducir los costos de despidos porque esto era un “impedimento mayor” para que las empresas puedan contratar.
También se manifestó a favor de la imposición de la enseñanza religiosa en las escuelas públicas y se mostró contrario al feminismo, a favor de la familia tradicional.
En su paso por el ministerio de Educación nacional ordenó retirar retratos de docentes desaparecidos durante la última dictadura militar.

## Vida personal
Bullrich está casado con María Eugenia Sequeiros, con quien tiene cinco hijos: Luz, Margarita, Agustín, Lucas y Paz Bullrich.
Bullrich es católico.

### Problemas de salud
El 28 de abril de 2021, Esteban Bullrich declaró a los medios que fue diagnosticado con esclerosis lateral amiotrófica (ELA), una enfermedad neurodegenerativa irreversible que no tiene cura en la actualidad y cuyos tratamientos son de tipo paliativo.

Después de varios meses consultando médicos y haciéndome todos los estudios necesarios, finalmente dimos con un diagnóstico definitivo sobre mi condición. ELA (Tengo esclerosis lateral amiotrófica), una enfermedad que provoca parálisis muscular y que es lo que me afecta el habla.
Esteban Bullrich.

El 28 de junio del 2022, se presentó en el Movistar Arena ubicado en Buenos Aires, en el evento llamado “La vida es hoy”, contó con la participación de diferentes artistas como Silvina Moreno y Diego Torres. Tras la noticia recibió muestras de apoyo de diferentes sectores políticos